# Rio Delniţa (Olt)
O Rio Delniţa é um rio da Romênia, afluente do Olt, localizado no distrito de Harghita.